# 矮直瓣苣苔
矮直瓣苣苔（学名：Ancylostemon humilis）为苦苣苔科直瓣苣苔属下的一个种。种加名 humilis 意为“低矮的”。